# پونتیاک چیفتن
پونتیاک چیفتن (Pontiac Chieftain) خودرویی است که در سال‌های ۱۹۴۹ تا ۱۹۵۸تولید شده‌است. 
این خودرو در کلاس خودرو سایز بزرگ قرار گرفته و طراحی آن خودروهای موتور جلو-محور عقب بوده است. سیستم جعبه‌دندهٔ آن ۴ دنده به دو صورت خودکار و دستی است.